# Рамин Деко
Рамин Деко (полное имя: Рамин Джебраилзаде; (азерб. Ramin Cəbrayılzadə) 18 февраля 1987 года, Лиман, Азербайджанская ССР)  — азербайджанский журналист и политический заключённый; в 2008-2023 годах работал в известных СМИ как газета «Azadlıq» (Свобода), Азербайджанская служба Радио Свободы (RFE/RL).
С 2023 года работает в Meydan TV.
6 декабря 2024 года был арестован в рамках уголовного дела, возбужденного против журналистов Meydan TV. 8 декабря решением Хатаинского районного суда в отношении него была избрана мера пресечения в виде ареста. Ему и другим арестованным по этому делу были предъявлены обвинения по статье 206.3.2 Уголовного кодекса Азербайджана (контрабанда, совершённая группой лиц по предварительному сговору). Рамин Деко отверг обвинения, и в целом связал своё задержание с профессиональной журналистской деятельностью.
Ряд местных и международных правозащитных организаций осудили арест Рамина Деко, назвав его политическим, и призвали власти Азербайджана немедленно освободить его.
В настоящее время он содержится в следственном изоляторе №3 Пенитенциарной службы Министерства юстиции в поселке Шувелян.

## Ранее годы и журналистская деятельность
Рамин Джебраилзаде родился 18 февраля 1987 года в городе Лиман. В 2004 году поступил в Азербайджанский общественно-политический университет и 2008 году с окончил университет.
Рамин Деко начал свою журналистскую карьеру в 2008 году в качестве корреспондента газеты «Azadlıq» (Свобода). После закрытия газеты в сентябре 2016 года Деко начал сотрудничать с Азербайджанской службой Радио Свободная Европа/Радио Свобода (RFE/RL). С 2016 по 2023 год Рамин Деко работал журналистом на Радио Свобода, а с 2023 года работает на Meydan TV. За время своей журналистской карьеры он освещал десятки митингов, акций и демонстраций с места событий, освещал нарушения закона на президентских, парламентских и муниципальных выборах, а также референдумах. Он подготовил множество материалов по правам человека и социальным правам. За свою карьеру журналист несколько раз сталкивался с давлением и угрозами.
3 апреля 2011 года, он был похищен и подвергнут угрозам со стороны неизвестных лиц, а через день, 4 апреля, он был избит неизвестными лицами.
В сентябре 2015 года был допрошен в Следственном управлении по тяжким преступлениям Генеральной прокуратуры в качестве свидетеля по уголовному делу № 142006023, которое было возбуждено в отношении ряда должностных лиц Meydan TV 12 мая 2014 года.
19 октября 2019 года во время митинга оппозиции в центре Баку он был задержан полицией при осуществлении своей профессиональной деятельности, а затем освобожден.
11 февраля 2020 года, во время освещения митинга протеста кандидатов в депутаты у административного здания Центральной избирательной комиссии (ЦИК), Рамин Деко был задержан полицией. Репортёры без границ (RSF) и представитель ОБСЕ по свободе СМИ Арлем Дезир резко осудили произошедшее и заявили, что азербайджанские власти уничтожают плюрализм.
18 марта 2020 года Рамин Деко подвергся физическому давлению при осуществлении своей профессиональной деятельности во время акции протеста перед посольством Турции в Баку. Рамин Деко заявил, что его избили, а мобильный телефон, на который он снимал акцию протеста, отобрали и сломали. «Полиция сначала вела себя спокойно, но через несколько минут, получив приказ, набросилась на журналистов и начала их избивать. Они вырвали у меня телефон из рук и бросили его на асфальт. Меня повалили на землю, начали пинать и бить. У меня травмы руки и ноги, а также синяки на лице», — сказал Деко.
В феврале 2023 года, он заявил, что новый законопроект о медиа, в частности касающиеся создания единого реестра, создаёт широкие возможности для ограничения свободы слова и деятельности СМИ. Он стал одним из 40 журналистов, подписавших позиционный документ, подготовленный независимыми журналистами и медиа-экспертами Азербайджана.

## Подвергается нападению (2011)
После митинга Общественной палаты в центре Баку 2 апреля 2011 года, около 10:00 утра 3 апреля Рамин Деко возвращался домой, купив газету в киоске, когда к нему подошли трое мужчин в штатском и сказали, что проведут его. По словам Рамина Деко, сопровождавшие его посоветовали ему не поднимать шума. Они сказали, что всё равно его заберут: «Я спросил, кто они, они ответили: "потом узнаешь", и меня посадили в белый автомобиль ВАЗ-2107. Когда я попытался позвонить, у меня отобрали телефон и выключили его. По дороге они рассуждали о том, почему я так активен, призываю людей к восстанию и пишу антиправительственные статусы в социальных сетях, что это нехорошо и вредит государству и государственности. Затем они отвезли меня в село Маштага (в 20-25 км от центра города). По его словам, они посоветовали ему быть «умным»: «Мне посоветовали работать в проправительственных газетах, таких как "Новый Азербайджан" (печатный орган правящей партии «Новый Азербайджан») и "Народная газета", чем в опозиционным газете "Azadlıq"». Затем, около 18:00, его отпустили.
На следующий день после того, как он сообщил об этом инциденте, 4 апреля, около 21:00, двое неизвестных схватили его и начали избивать возле станции метро «Академия наук», нанося удары по лицу и телу. По словам Деко, они «посоветовали» ему не участвовать в митингах оппозиционных партий.
Нападение на Рамина Деко было решительно осуждено гражданским обществом Азербайджана, требующим привлечения виновных к ответственности. 5 апреля Совет прессы обратился в Министерство внутренних дел страны с просьбой провести расследование инцидента. По факту инцидента было возбуждено уголовное дело., однако виновные не установлены.

## Судебное дело с Новрузали Аслановым (2012)
В декабре 2011 года депутат парламента Азербайджана от Исмаиллинского избирательного округа № 86 и президент Азербайджанского общества Красного Полумесяца Новрузали Асланов подал в суд на Рамина Деко. Поводом послужила статья в газете «Azadlıq» от 26 октября 2011 года под заголовком «Министр покупает дома в Ивановке за 80 тысяч». Асланов заявил, что статьи, якобы написанные со ссылкой на недостоверные источники, имели целью нанести ущерб его деловой репутации и очернить его депутатскую деятельность. В иске, направленном в Ленкоранский районный суд, Рамину Деко предписывалось выплатить 10 000 манатов в качестве компенсации и принести извинения. Асланов также просил в течение 10 дней до обращения в суд сообщить имена жителей села Ивановка, предоставивших журналисту информацию. Рамин Деко заявил, что предоставление депутату имен общавшихся с ними людей противоречит принципам журналистики.

## Арест и суд (2024)
Рамин Деко и еще шесть журналистов: главный редактор Meydan TV Айнур Эльгюнеш, сотрудники Meydan TV Айтадж Тапдыг, Хаяля Агаева, Айсель Умудова, Натиг Джавадлы, а также заместитель директора Бакинский школы журналистики (BJM) Ульви Тахиров — были арестованы 6 декабря 2024 года в Главном управлении полиции города Баку в рамках уголовного дела, возбужденного против Meydan TV. В отношении каждого из них было предъявлено обвинение по статье 206.3.2 Уголовного кодекса АР (контрабанда, совершённая группой лиц по предварительному сговору). Они отрицают обвинения и связывают аресты с их профессиональной деятельностью.
8 декабря было рассмотрено представление следственного органа о выборе меры пресечения в отношении Рамина Деко. В Хатайском районном суде под председательством судьи Сюльханы Гаджиевой рассмотрены представления по делу о меры пресечение в виде ареста. Представлении следственного органа были обеспечены, и в отношении каждого из задержанных, включая Рамин Деко, была избрана мера пресечения в виде ареста сроком на 4 месяца.
Рамин Деко подал апелляционную жалобу на решение Хатаинского районного суда от 8 декабря 2024 года. 13 декабря на судебном заседании в Бакинском апелляционном суде под председательством судьи Эльбея Аллахвердиев апелляционная жалоба Рамина Деко была оставлена без удовлетворения. В суде Рамин Деко не признал себя виновным. Адвокат Рамина Деко, Немат Керимли, при этом указал на нарушение прав Деко на защиту. «Сегодня конвой мешал нашему конфиденциальному общению с Деко. Кроме того, в нарушение законодательства Деко запретили переписку со мной из СИЗО. Это нарушение права на защиту», - заявил Керимли.
4 февраля 2025 года Хатаинский районный суд рассмотрел ходатайство защиты об освобождении Рамина Деко под домашний арест. Суд отклонил ходатайство и не изменил меру пресечения в отношении Деко. По словам адвоката Немата Керимли, ходатайство было основано на отсутствии следственных действий в отношении Деко. «Сама мера пресечения была избрана без каких-либо доказательств. В настоящее время следственные действия не проводятся. Мы считаем, что в данном случае нет оснований для содержания Рамина Джабраилзаде под стражей. К сожалению, суд не удовлетворил наше ходатайство», — подчеркнул адвокат Немат Керимли.
12 февраля в Бакинском апелляционном суде состоялось судебное заседание по апелляционной жалобе на решение Хатаинского районного суда от 4 февраля 2025 года. «В ходе судебного заседания Рамин Деко заявил, что не совершал никакого преступления и что был арестован за журналистскую деятельность», — добавил адвокат Неймат Керимли. В результате суд не удовлетворил апелляционную жалобу, и Деко продолжил оставаться в заключении.
14 марта 2025 года Хатаинский районный суд рассмотрел представление следственного органа о продлении меры пресечения в виде заключения под стражу, избранной в отношении Рамина Деко. Согласно решению суда, срок содержания Деко под стражей продлен еще на 3 месяца.
24 июня 2025 года Хатаинский районный суд по представлению следственных органов в третий раз продлил меру пресечения Рамина Деко.
4 июля 2025 года Бакинский апелляционный суд рассмотрел апелляцию на постановление о продлении меры пресечения в виде заключения под стражу (от 24 июня). Апелляция была отклонена в ходе судебного заседания под председательством судьи Али Мамедова.

## Международное внимание
Задержание журналистов Meydan TV подверглось резкой критике. Влиятельные международные организации обратились к властям Азербайджана с призывом освободить журналистов. Лидеры оппозиционных партий Азербайджана — Партии народного фронта Азербайджана (AXCP), партии «Мусават» и партии «Республиканская альтернатива» (REAL), а также Национального совета демократических сил — выступили с заявлениями, в которых осудили арест журналистов Meydan TV.
Международная правозащитная организация Amnesty International осудила аресты журналистов Meydan TV. «Мы осуждаем последние аресты и призываем азербайджанские власти немедленно освободить журналистов и сотрудников СМИ. Мы опасались репрессий после COP29 и теперь призываем государства-участники конференции ООН отреагировать на продолжающиеся преследования в Азербайджане, стране, которая всё ещё занимает пост председателя COP29», — говорится в заявлении организации. Недавние аресты независимых журналистов, включая сотрудников Meydan TV, являются частью репрессий, которые начались год назад и направлены на подавление независимых критических голосов, подчеркнул Amnesty International.
Организация в защиту прессы «Репортеры без границ» также осудила аресты сотрудников Meydan TV. В сообщении на аккаунте RSF на платформе X сказано: «"Репортеры без границ" осуждают эти новые аресты и призывают немедленно освободить их и 13 других журналистов, содержащихся в позорных условиях по надуманным обвинениям».
Базирующийся в Нью-Йорке Комитет по защите журналистов (CPJ) осудил задержание сотрудников Meydan TV. «Власти Азербайджана должны немедленно освободить Натика Джавадлы, Хаялу Агаеву, Айтадж Тапдыг, Айнур Эльгюнеш, Айсель Умудову и Рамина Деко, а также более десятка других ведущих журналистов, арестованных по аналогичным обвинениям в последние месяцы, и прекратить беспрецедентное нападение на независимую прессу», — подчеркнул CPJ.
Международная правозащитная организация Article 19 также осудила аресты журналистов. «Спустя несколько недель после климатического саммита в Баку были задержаны по меньшей мере 7 журналистов – большинство из них из Meydan TV. Репрессии – это новое напоминание о том, что Азербайджан не терпит критики и инакомыслия. Мы должны продолжать бороться с давлением на свободу прессы», — говорится в публикации на аккаунте организации в социальной сети X.
Правозащитная организация Freedom Now тоже присоединилась к требованиям прекратить давление на независимую прессу в Азербайджане: «Азербайджан продолжает жестко преследовать независимых журналистов. Последним актом репрессий стало задержание пяти журналистов телеканала Meydan TV по явно политически мотивированным основаниям. Мы призываем немедленно освободить их и положить конец этому преследованию». Об этом говорится в публикации в аккаунте организации на платформе X.
Women Press Freedom своей заявлении поддержал Meydan TV и всех журналистов в Азербайджане, которые продолжают рисковать своей безопасностью, чтобы сообщать правду. «Заставить замолчать прессу — это нападение на демократию», — говорится заявлении WPF.
Посол Великобритании в Азербайджане Фергюс Олд также резко раскритиковал аресты: «Задержание журналистов Meydan TV по окончании климатической конференции COP29 — это пощечина демократическим правительствам», — написал он в своем официальном аккаунте X.

### Реакция Госдепартамента США
11 декабря 2024 года Государственный секретарь США Энтони Блинкен посвятил специальное заявление арестам активистов и журналистов в Азербайджане и призвал власти страны освободить их. Баку обвинил Блинкена в предвзятости, отвергнув претензии в подавлении гражданских свобод. В своем заявлении «Эскалация репрессий против гражданского общества и СМИ Азербайджана» Блинкен, в частности, упомянул Руфата Сафарова, Севиндж Вагифгызы, Азера Гасымлы, Фарида Мехрализаде, Бахтияра Гаджиева, недавно задержанных сотрудников Meydan TV «и многих других, арестованных за их работу в области прав человека». США призывают правительство Азербайджана немедленно освободить их, заявил Блинкен. «Соединенные Штаты глубоко обеспокоены не только этими задержаниями, но и усиливающимися репрессиями против гражданского общества и СМИ в Азербайджане», — подчеркивается в заявлении Государственного департамента США. МИД Азербайджана отреагировал на заявление Блинкена обвинив Госдеп США во вмешательстве во внутренние дела страны. Согласно заявлению ведомства, такое вмешательство продолжается «в течение последних четырех лет», и это время стало «потерянными годами для азербайджано-американских отношений».